# Mabra eryxalis
Mabra eryxalis is een vlinder van de familie van de grasmotten (Crambidae). De wetenschappelijke naam van deze soort is voor het eerst voorgesteld als Asopia eryxalis door Francis Walker in een publicatie uit 1859.

## Verspreiding
De soort komt voor op de Comoren, de Chagosarchipel, Réunion, India, Sri Lanka, Bhutan, Bangladesh, Myanmar, Taiwan, Thailand, Maleisië, Indonesië (Sumatra), Australië (Queensland) en Japan.

## Waardplanten
De rups leeft op Oryza sativa (Poaceae).